# Список кодов ответов FTP

## Семантика
Ответ FTP сервера на любую команду FTP сервера состоит из трёх цифр. Рассмотрим значение каждой цифры в каждой позиции.

### Первая позиция
- Единица означает, что команда принята к выполнению, но ещё не завершена
- Двойка означает, что выполнение команды успешно завершено
- Тройка говорит о том, что команда принята и ожидается какая-либо дополнительная команда
- Четвёрка говорит о том, что в данный момент команда выполнена быть не может
- Пятёрка означает принципиальную невозможность выполнения команды

### Вторая позиция
- Ноль соответствует синтаксической ошибке
- Единица соответствует информационному сообщению
- Двойка говорит о том, что сообщение относится либо к управляющему соединению, либо к соединению данных
- Тройка соответствует сообщениям об аутентификации пользователя и его правах
- Значение четвёрки не определено
- Пятёрка соответствует сообщению о состоянии файловой системы

### Третья позиция
Третья цифра окончательно специфицирует ошибку.

## Полный список кодов ответов FTP сервера
| Код | Описание                                                                                            |
| --- | --------------------------------------------------------------------------------------------------- |
| 100 | Запрошенное действие инициировано, дождитесь следующего ответа, прежде чем выполнять новую команду. |
| 110 | Комментарий                                                                                         |
| 120 | Функция будет реализована через nnn минут                                                           |
| 125 | Канал открыт, обмен данными начат                                                                   |
| 150 | Статус файла правилен, подготавливается открытие канала                                             |
| 200 | Команда корректна                                                                                   |
| 202 | Команда не поддерживается                                                                           |
| 211 | Системный статус или отклик на справочный запрос                                                    |
| 212 | Состояние каталога                                                                                  |
| 213 | Состояние файла                                                                                     |
| 214 | Справочное поясняющее сообщение                                                                     |
| 215 | Выводится вместе с информацией о системе по команде SYST                                            |
| 220 | Служба готова для нового пользователя.                                                              |
| 221 | Благополучное завершение по команде quit                                                            |
| 225 | Канал сформирован, но информационный обмен отсутствует                                              |
| 226 | Закрытие канала, обмен завершён успешно                                                             |
| 227 | Переход в пассивный режим (h1,h2,h3,h4,p1,p2).                                                      |
| 228 | Переход в длинный пассивный режим (длинный адрес, порт).                                            |
| 229 | Переход в расширенный пассивный режим (\|\|\|port\|).                                               |
| 230 | Пользователь идентифицирован, продолжайте                                                           |
| 231 | Пользовательский сеанс окончен; Обслуживание прекращено.                                            |
| 232 | Команда о завершении сеанса принята, она будет завершена по завершении передачи файла.              |
| 250 | Запрос прошёл успешно                                                                               |
| 257 | «ПУТЬ» создан.                                                                                      |
| 331 | Имя пользователя корректно, нужен пароль                                                            |
| 332 | Для входа в систему необходима аутентификация                                                       |
| 350 | Запрошенное действие над файлом требует большей информации                                          |
| 404 | Данный удалённый сервер не найден                                                                   |
| 421 | Процедура невозможна, канал закрывается                                                             |
| 425 | Открытие информационного канала невозможно                                                          |
| 426 | Канал закрыт, обмен прерван                                                                         |
| 434 | Запрашиваемый хост недоступен                                                                       |
| 450 | Запрошенная функция не реализована, файл не доступен, например, занят                               |
| 451 | Локальная ошибка, операция прервана                                                                 |
| 452 | Ошибка при записи файла (недостаточно места)                                                        |
| 500 | Синтаксическая ошибка, команда не может быть интерпретирована (возможно она слишком длинна)         |
| 501 | Синтаксическая ошибка (неверный параметр или аргумент)                                              |
| 502 | Команда не используется (нелегальный тип MODE)                                                      |
| 503 | Неудачная последовательность команд                                                                 |
| 504 | Команда не применима для такого параметра                                                           |
| 530 | Вход не выполнен! Требуется авторизация (not logged in)                                             |
| 532 | Необходима аутентификация для запоминания файла                                                     |
| 550 | Запрошенная функция не реализована, файл недоступен, например, не найден                            |
| 551 | Запрошенная операция прервана. Неизвестный тип страницы.                                            |
| 552 | Запрошенная операция прервана. Выделено недостаточно памяти                                         |
| 553 | Запрошенная операция не принята. Недопустимое имя файла.                                            |